# Marsaglia
Marsaglia is een gemeente in de Italiaanse provincie Cuneo (regio Piëmont) en telt 299 inwoners (31-12-2004). De oppervlakte bedraagt 13,0 km², de bevolkingsdichtheid is 23 inwoners per km².

## Demografie
Marsaglia telt ongeveer 142 huishoudens. Het aantal inwoners daalde in de periode 1991-2001 met 11,5% volgens cijfers uit de tienjaarlijkse volkstellingen van ISTAT.
| Jaar | Inwoneraantal |
| ---- | ------------- |
| 1991 | 357           |
| 2001 | 316           |

## Geografie
De gemeente ligt op ongeveer 607 m boven zeeniveau.
Marsaglia grenst aan de volgende gemeenten: Castellino Tanaro, Clavesana, Igliano, Murazzano, Rocca Cigliè.